# DJ Big Fish
Big Fish, de son vrai nom Massimiliano Dagani, né le 21 février 1972 à Galliate, Piémont, est un disc jockey italien. Il a été membre du Sottotono avec Tormento.

## Discographie

### Albums studio
- 2005 – Robe grosse
- 2013 – Niente di personale

### Avec Sottotono
- 1994 – Soprattutto sotto
- 1996 – Sotto effetto stono
- 1999 – Sotto lo stesso effetto
- 2001 – ...In teoria
- 2003 – Vendesi - Best of Sottotono
- 2007 – Le più belle canzoni dei Sottotono